# Sekku
Sekku (jap. 節句, Jahreszeitenfeste, auch in der Schreibung: 節供 oder älter Sechinichi (節日)) bezeichnet Feste, die den Übergang der Jahreszeiten markieren und die während der Tang-Dynastie aus China übernommen wurden.
Nach Masao Uchida wurden die Sekku erstmals im Tagebuch von Fujiwara no Michinaga, dem Midō-kampaku-ki (御堂関白記) erwähnt. Sie sind Bestandteil der traditionellen Jährlichen Ereignisse (年中行事, Nenjū gyōji), die bis zur Umstellung der japanischen Zeitrechnung 1873 auch einen kleinen eigenständigen Kalender darstellten. Um eine Häufung von Tagen mit ungeraden Zahlen in Verbindung mit dem „Yang“-Prinzip und die damit insbesondere für den Ackerbau assoziierten ungünstigen Ereignisse zu vermeiden, wurden sie aus dem regulären japanischen Kalender herausgenommen. Aus genau diesem Grund stehen die Sekku heute noch mit einer Reihe von Hofbanketten des kaiserlichen Hofs (節会, Sechie) in Verbindung. Ziel der Bankette ist es mögliche ungünstige Ereignisse durch die Bankette in günstige Ereignisse zu wandeln. Obgleich die Sekku über lange Zeit existierten, wurden sie erst in der Tokugawa-Zeit vom Bakufu als Feiertage festgesetzt. Drei der fünf Sekku fallen im gegenwärtigen Kalender mit japanischen Festtagen zusammen.

## Die fünf Sekku
1. „Tag der Menschheit“ (人日, Jinjitsu) auch „Sieben-Kräuter-Fest“ (七草の節供, Nanakusa no sekku): 7. Januar
2. „Puppenfest“ (上巳, Jōshi, auch Jōmi) am gleichen Tag und auch bekannt als „Hina-Matsuri“ (雛祭り): 3. März
3. „Kinderfest“ (端午, Tangō, auch Shōbu (Irisfest)) am gleichen Tag und auch bekannt als „Tag des Kindes“ (こどもの日, Kodomo no hi): 5. Mai
4. „Sternenfest“ (七夕, Shichiseki oder Tanabata): 7. Juli
5. Chōyō (重陽, in etwa: „wiederholte positive [Zahl]“) auch „Chrysanthemenfest“ (菊の節供, kiku no sekku): 9. September